# جان هارتول کوک
جان هارتویل کوک دوم (یا جونیور) (John Hartwell Cocke II (or Jr.)) (زادهٔ ۱۹ سپتامبر ۱۷۸۰ – درگذشتهٔ ۲۴ ژوئن ۱۸۶۶)، افسر نظامی، مزرعه‌دار و تاجر اهل آمریکا بود. در جریان جنگ ۱۸۱۲، کوک به عنوان سرتیپ در شبه‌نظامیان ویرجینیا خدمت می‌کرد.
پس از خدمت در ارتش، او در رود جیمز و کاناوها شرکت سرمایه‌گذاری نموده و به توماس جفرسون در ساختن دانشگاه ویرجینیا همکاری کرد. عمارت خانوادگی که کوک در مزرعه برمو ساخت، حالا یک ملک تاریخی ملی است.

## زندگی‌نامه

### اوایل زندگی و تحصیلات
جان هارتویل کوک دوم در ۱۹ سپتامبر ۱۷۸۰ در کشت کلان مانت پلیسنت در شهرستان سری، ویرجینیا زاده شد. به استثنای برادر کوچکتر وی رابرت کنون کوک که در ۱۷۹۰ میلادی وفات یافت، جان تنها پسر از هشت فرزند جان هارتویل کوک اول و الیزابت کنون کوک بود. کوکِ پدر، با الیزابت کنون که در مزرعه والدین خود به‌نام مانت پلیسنت در شهرستان چسترفیلد، ویرجینیا بزرگ شده بود، ازدواج کرد. او در جنگ انقلاب آمریکا تا درجه سرهنگ رسید. کوک جوانتر در عمر دوازده سالگی یتیم شد؛ او مزرعه و برده‌های پدر خود را به ارث برد و زمانی که به سن قانونی رسید، مالکیت آنها را در اختیار گرفت.
کوک در سن چهارده سالگی وارد کالج ویلیام و مری در ویلیامزبرگ، ویرجینیا شد و در خانه سرهنگ چمپیون تراویس اقامت داشت. کوک به عنوان بخشی از کلاس ۱۷۹۸ از کالج فارغ شد. او در زاد روز بیست و یک سالگی خود در ۱۸۰۱ میلادی، به‌طور قانونی مزرعه مانت پلیسنت را به ارث برد.

### ازدواج و خانواده
کوک در ۲۵ دسامبر ۱۸۰۲ با آن بلاس (یا بلاوس) باراود در نورفک، ویرجینیا ازدواج کرد. پدر وی فیلیپ باراود یک پزشک بود و در ویلیامزبرگ، جاییکه کوک درس خوانده بود، کار می‌کرد. آن تا ۱۸۰۳ میلادی در نورفک ماند و در این جریان کوک خانه مزرعه خود در شهرستان سوری را نوسازی می‌کرد. خانواده کوک در ۱۸۰۴ میلادی صاحب یک پسر به‌نام جان هارتویل و در ۱۸۰۶ میلادی در مانت پلیسنت صاحب دختری به‌نام لوئسیانا شدند.
کوک در ۱۸۰۹ میلادی مزرعه خود را به خواهرش سالی و شوهر وی نیکولاس فالکون به فروش رسانید. او همراه با خانواده خود به مزرعه برمو که وی در بستر شمالی رود جیمز در شهرستان فلووانا در پیدمونت ساخته بود، نقل مکان کرد. همسر وی در ۱۸۰۹ میلادی پسر دیگری به‌نام فیلیپ سنت جورج و دختری به‌نام اِن بلاس در ۱۸۱۱ میلادی در برمو به‌دنیا آورد.

### جنگ ۱۸۱۲
در جریان جنگ ۱۸۱۲، کوک به عنوان سرتیپ انتصاب یافته و فرماماندهی شبه‌نظامیان ویرجینیا از کمپ کارتر و کمپ هولی به وی سپرده شد. تیپ وی متشکل از گروهان‌های نیروهای شهرستان فلووانا بود. کوک از ۱۸۱۲ تا ۱۸۱۳ میلادی رهبری دفاع از ریچموند، ویرجینیا را در مقابل نیروهای بریتانیایی در امتداد رود چیکاهومینی بر عهده داشت.
کوک برای عملکرد برجسته خود به عنوان یک افسر نظامی شناخته می‌شد؛ انضباط سخت‌گیرانه‌ای که او بر سربازان مادون خود اعمال می‌کرد با انضباط بارون فون اشتویبن مقایسه می‌شد. در جریان جنگ، کوک بر یک اسب نر کَهَر به‌نام روبوک سوار بود.

### زندگی پسا جنگ
پس از جنگ، کورک به خانه خود در برمو بازگشت، جاییکه همسر وی پسر دیگری به‌نام کاری چارلز را در ۱۸۱۴ میلادی به‌دنیا آورده بود. همسر کوک در دسامبر ۱۸۱۶، چند ماه بعد از به‌دنیا آوردن کوچکترین دختر آنها سالی فالکون، درگذشت. آن در برمو رسیس به خاک سپرده شد.
در ۱۸۱۹ میلادی، کوک ساخت عمارتی بزرگ در قسمت علیای مزرعه خود برمو را با معمار چیره‌دست جان نیلسون، کسی که مانتیسلو را برای توماس جفرسون ساخته بود، تکمیل کرد. سال بعد، کوک از جانب فرماندار ویرجینیا جیمز پاتون پریستون در نخستین هیئت بازدیدکننده دانشگاه ویرجینیا گماشته شد. تا زمانی که کوک در ۱۸۵۲ میلادی از این هیئت بازنشسته شد، ثبت نام سالانه این دانشگاه به ۴۰۰ دانشجو رسیده بود.
در ۱۸۳۵ میلادی، کوک به هیئت مدیره رود جیمز و کاناوها شرکت پیوست، شرکت که برای ساخت کانال‌ها به منظور بهبود حمل و نقل دریایی در امتداد ۲۰۰ مایلی (۳۲۰ کیلومتری) رود جیمز، تأسیس شده بود. حمل و نقل دریایی طی دهه‌های بعدی به بخش مهمی اقتصاد محلی مبدل شد، اما یک سری سیلاب‌ها و جنگ داخلی آمریکا به این دوران پایان داد.
به عنوان یک مسیحی راسخ، کوک در چندین جد و جهد برای اصلاح ابعاد مختلف اجتماع سهیم بود، از جمله میانه‌روی و آزادی تدریجی برده‌ها. کوک تعدادی برده به ارث برده بود و بازیگر مهمی در تجارت داخلی برده در ویرجینیا محسوب می‌شد، او از طریق برده‌های خود به اساتید در دانشگاه ویرجینیا کمک می‌کرد و چند برده به این نهاد نیز به عاریت داده بود. کوک «همواره خصومت خود با برده‌داری» را صریحاً بیان می‌کرد و از فراهم نمودن «تحصیلات و آموزش‌های حرفه‌ای» به برده‌ها تا برای آزادی و مستعمره‌سازی در آفریقا آماده شوند، حمایت می‌نمود؛ در نتیجه این کار، او باری از سوی یکی از همسایه‌های «طرفدار برده‌داری» مورد حمله قرار گرفت. تا ۱۸۴۸ میلادی، کوک مزرعه دیرگی را در آلاباما ساخت تا برده‌ها در آنجا برای مستعمره‌سازی لیبریا آماده شوند. هرچند این رویکرد برای طرفداران پایان برده‌داری و به‌طور کلی برای جمعیت سیاه‌پوست در ایالات متحده غیرمرسوم بود، اما او با فرستادن کتاب‌ها و اسباب مورد نیاز طی سال‌ها، از پروژه مستعمره‌سازی حمایت کرد. در ۱۸۵۵ میلادی، کوک عمارت خود را با خانه کوچکتر پسرش کاری چارلز در مزرعه مبادله نموده و در آنجا بقیه عمر خود را در بازنشستگی سپری کرد.

### میراث
پسر جان هارتویل کوک، فیلیپ سنت جورج کوک در ارتش ایالات مؤتلفه به درجه سرهنگ رسیده و فرماندهی نیروهای آمریکایی را در نبرد قلعه بلاک‌برن و نخستین نبرد بول ران بر عهده داشت. او که در ۱۸۶۱ میلادی به درجه نظامی سرتیپ ترفیع نموده بود، قبل از کریسمس همان سال خودکشی کرد. او به عنوان یک فرد «زود انگیزشی» و «دارای رفتار غیر متعارف» شناخته می‌شد، اما هیچ‌کسی در واقع ندانست که چه چیزی باعث شد او چنین قدمی را در پیش گیرد.
در ۱۸۸۱ میلادی، آخرین فرزند زنده جان، دکتر کاری چارلز کوک همراه با ویلیام کوک و چارلز ای. کاسبی، قطعه زمینی را در برمو بلاف خریداری نمودند تا کلیسای کوچکی که هارتویل کوک برای برده‌هایش در مزرعه ساخته بود را به آن زمین منتقل نمایند. کلیسای کوچک برده‌های برمو که به عنوان بخشی از یک کلیسای اسقفی متبرک اعلام شد، در دسامبر ۱۹۷۹ میلادی وارد دفتر مکان‌های تاریخی ویرجینیا شده و در مارس ۱۹۸۰ در ثبت ملی اماکن تاریخی قرار داده شد. مزرعه کوک در نوامبر ۱۹۷۱ میلادی با نام ناحیه تاریخی برمو، یک مکان ملی تاریخی اعلام گردید. وی همچنین خانه گلین بورنی را در نزدیکی پالمیرا، ویرجینیا ساخت و این خانه در ۲۰۰۰ میلادی به فهرست ثبت ملی اماکن تاریخی اضافه شد.

## همکاری با توماس جفرسون
کوک برای یک مدت طولانی با رئیس‌جمهور پیشین توماس جفرسون همکاری داشت و گاهی اوقات، او اقلامی که در خانه جفرسون به‌نام مانتیسلو کشت می‌شد را خریداری می‌کرد. کوک برای برآورده سازی رؤیای جفرسون برای تأسیس دانشگاه ویرجینیا، با جیمز مدیسون، جیمز مونرو و جوسیف کارینگتون کابیل همکاری کرد. کوک و جفرسون در کمیته ساخت و ساز که مسئولیت نظارت از ساخت دانشگاه جدید را داشت، گماشته شدند. عمل‌گرایی محافظه‌کارانه کوک گهگاهی با زیباشناسی خلاقانه جفرسون در تضاد قرار می‌گرفت، مثلاً مخالفت کوک به طرح بام هموار جفرسون که از نظر وی هموار بودن بام بقای ساختمان برای دانشجویان را در معرض خطر قرار می‌دهد.